# Capitol Records
Capitol Records — американський лейбл звукозапису. Заснований у 1942 році. У 1955 році викуплений британською компанією EMI. У 2001 році EMI об'єднала Capitol Records з лейблом Priority Records.
Цей лейбл записував, зокрема, такі відомі гурти, як The Beatles, Grand Funk Railroad, Iron Maiden, Pink Floyd, The Beach Boys, America, а також таких музикантів як Джимі Гендрікс та Френк Сінатра